# Nico Pino
Nicolás "Nico" Pino, född 21 september 2004 i Santiago, är en chilensk racerförare som för närvarande tävlar i Euroformula Open Championship för Drivex School. Han har tidigare tävlat i Formel 4 South East Asia Championship, F4 British Championship och European Le Mans Series.